# Yuval Spungin
Yuval Spungin (ou Shpungin) (en hébreu : יובל שפונגין), né le 3 avril 1987 à Ramat Gan en Israël, est un footballeur international israélien qui évolue au poste de défenseur. 
Il joue actuellement au Maccabi Tel-Aviv et possède également la nationalité estonienne.

## Biographie

### Carrière
Yuval Spungin est formé au Maccabi Tel-Aviv, il devient peu à peu l'un des éléments-clés du dispositif du Maccabi. Après cinq saisons et 124 matchs sous les couleurs du Maccabi Tel-Aviv. Avec le Maccabi, il a gagné une seule Toto Cup en 2009.  
En 2010, il quitte son pays natal. Il signe un contrat de trois ans avec l'un des deux grands clubs chypriote, l'Omonia Nicosie. Il devient un titulaire du club chypriote et après trois saisons et 72 matchs sous les couleurs de l'Omonia. Avec l'Omonia, il a gagné deux coupes en 2011, 2012 et deux supercoupes en 2010, 2012.
Le 15 juillet 2013, il signe pour deux saisons pour le club belge du RAEC Mons. Après un an, le club est relégué en deuxième division et le joueur retourne en Israël.

### Équipe nationale
Yuval Spungin a eu 15 apparitions en Israël espoirs entre 2006 et 2008 et il a aussi participé à l'Euro espoir 2007. 
Il est convoqué pour la première fois par le sélectionneur national Dror Kashtan pour un match amical face à l'Ukraine le 7 février 2007 (1-1).
Il compte 27 sélections pour zéro but inscrit avec l'équipe d'Israël depuis 2007.

## Palmarès
Maccabi Tel-Aviv
- Championnat d'Israël en 2015.
- Vainqueur de la Coupe d'Israël en 2015.
- Vainqueur de la Toto Cup en 2009 et 2015.

 Omonia Nicosie
- Vainqueur de la Coupe de Chypre en 2011 et 2012.
- Vainqueur de la Supercoupe de Chypre en 2010 et 2012.

## Statistiques

### Statistiques en club
| Saison                | Club                  | Championnat           | Championnat | Championnat | Coupe nationale | Coupe nationale | Coupe de la Ligue | Coupe de la Ligue | Compétition(s) continentale(s) | Compétition(s) continentale(s) | Compétition(s) continentale(s) | Israël | Israël | Total | Total |
| Saison                | Club                  | Division              | M.          | B.          | M.              | B.              | M.                | B.                | Comp.                          | M.                             | B.                             | M.     | B.     | M.    | B.    |
| 2004-2005             | Maccabi Tel-Aviv      | Ligat HaAl            | 2           | 0           | -               | -               | -                 | -                 | -                              | -                              | -                              | -      | -      | 2     | 0     |
| 2005-2006             | Maccabi Tel-Aviv      | Ligat HaAl            | 22          | 1           | -               | -               | 7                 | 0                 | C3                             | 2                              | 0                              | -      | -      | 31    | 1     |
| 2006-2007             | Maccabi Tel-Aviv      | Ligat HaAl            | 29          | 1           | 2               | 0               | 5                 | 0                 | -                              | -                              | -                              | 4      | 0      | 40    | 1     |
| 2007-2008             | Maccabi Tel-Aviv      | Ligat HaAl            | 28          | 0           | 1               | 0               | 3                 | 0                 | C3                             | 4                              | 0                              | 4      | 0      | 40    | 0     |
| 2008-2009             | Maccabi Tel-Aviv      | Ligat HaAl            | 22          | 0           | 1               | 0               | 6                 | 0                 | -                              | -                              | -                              | -      | -      | 29    | 0     |
| 2009-2010             | Maccabi Tel-Aviv      | Ligat HaAl            | 23          | 1           | 2               | 0               | 5                 | 0                 | -                              | -                              | -                              | 1      | 0      | 31    | 1     |
| 2010-2011             | Omonia Nicosie        | A Kategoria           | 18          | 1           | 5               | 1               | -                 | -                 | C1                             | 1                              | 0                              | 2      | 0      | 26    | 2     |
| 2011-2012             | Omonia Nicosie        | A Kategoria           | 28          | 0           | 7               | 0               | -                 | -                 | C3                             | 4                              | 0                              | 5      | 0      | 44    | 0     |
| 2012-2013             | Omonia Nicosie        | A Kategoria           | 26          | 0           | 4               | 0               | -                 | -                 | C3                             | 2                              | 0                              | 8      | 0      | 40    | 0     |
| 2013-2014             | RAEC Mons             | Jupiler Pro League    | 17          | 0           | -               | -               | -                 | -                 | -                              | -                              | -                              | 3      | 0      | 20    | 0     |
| 2014-2015             | Maccabi Tel-Aviv      | Ligat HaAl            | 3           | 0           | 1               | 0               | 3                 | 0                 | C1+C3                          | 2+1                            | 0                              | -      | -      | 10    | 0     |
| 2015-2016             | Maccabi Tel-Aviv      | Ligat HaAl            | 12          | 0           | 2               | 0               | 3                 | 0                 | C1                             | 6                              | 0                              | -      | -      | 23    | 0     |
| 2016-2017             | Maccabi Tel-Aviv      | Ligat HaAl            | -           | -           | -               | -               | 4                 | 0                 | -                              | -                              | -                              | -      | -      | 4     | 0     |
| Total sur la carrière | Total sur la carrière | Total sur la carrière | 230         | 4           | 25              | 1               | 36                | 0                 | -                              | 22                             | 0                              | 27     | 0      | 340   | 5     |